# Jon Guridi
Jon Guridi Aldalur (Azpeitia, 28 febbraio 1995) è un calciatore spagnolo, centrocampista dell'Alavés.

## Caratteristiche tecniche
Gioca come centrocampista.

## Carriera
Ha iniziato la carriera con le giovanili del Real Sociedad. L'11 luglio 2014 è stato promosso nella squadra di riserva in Segunda División B, e ha fatto il suo esordio il 13 settembre nel match perso dalla sua squadra contro il Sestao River per 2-3.
Guridi ha segnato il suo primo gol professionale il 10 ottobre 2015, sancendo il pareggio, 1-1, maturato all’ultimo minuto contro lo stesso avversario. Il 10 febbraio successivo, ha rinnovato il suo contratto fino al 2018.
Guridi ha debuttato nella Liga, la massima serie spagnola, il 18 marzo 2017, nella sconfitta per 0-1 contro i rivali locali dell’Alavés. In vista della stagione 2017-18, è stato promosso nuovamente nella squadra principale. In toto vanta 5 presenze nella Liga.
Il 30 gennaio 2019 si trasferisce in prestito al Mirandés.

## Palmarès

### Competizioni nazionali
- Coppa di Spagna: 1

Real Sociedad: 2019-2020